# كلارنس مور
كلارنس مور (بالإنجليزية: Clarence Moore)‏ هو لاعب كرة قدم أمريكية أمريكي، ولد في 24 سبتمبر 1982 في بيلفلاوير في الولايات المتحدة.